# Husby
Husby település Németországban, Schleswig-Holstein tartományban. Lakosainak száma 2432 fő (2023. december 31.). Husby Ringsberg, Langballig, Grundhof, Sörup, Ausacker, Hürup, Maasbüll és Munkbrarup községekkel határos.

## Fekvése
Flensburgtól keletre fekvő település.

## Története
A hagyományok szerint Husby a viking korban az északi halászat fontos helye volt, mivel két fontos kereskedelmi útvonal kereszteződésében fekszik.
Husby St. Vincent nevű temploma a 12. században épült. A templom legjelentősebb műalkotása egy Szent Mihály szobor, mely a  12. században készült.
Az írásos forrásokban a helyet 1319-ben említették először Husebuy néven.

## Galéria

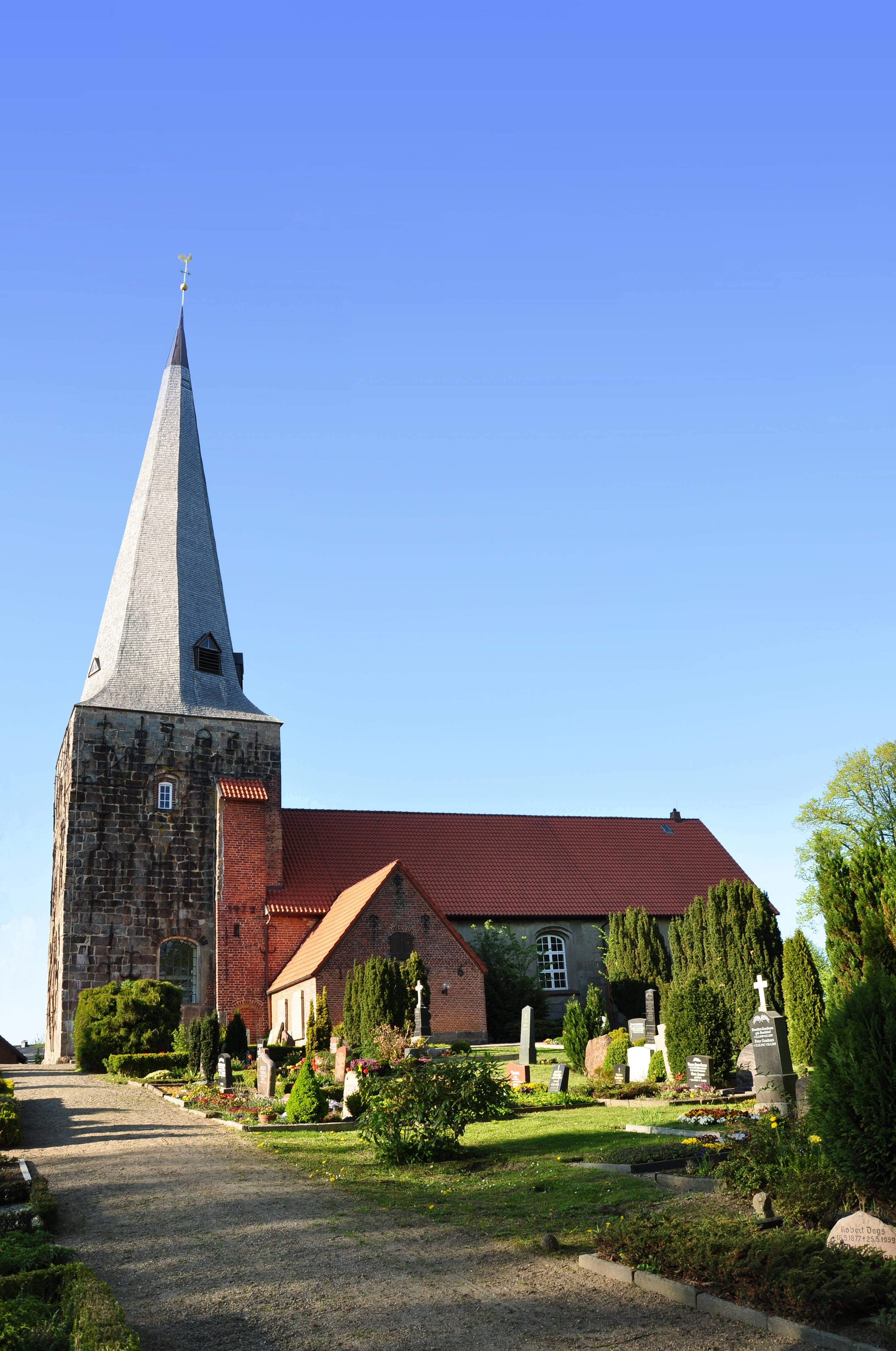
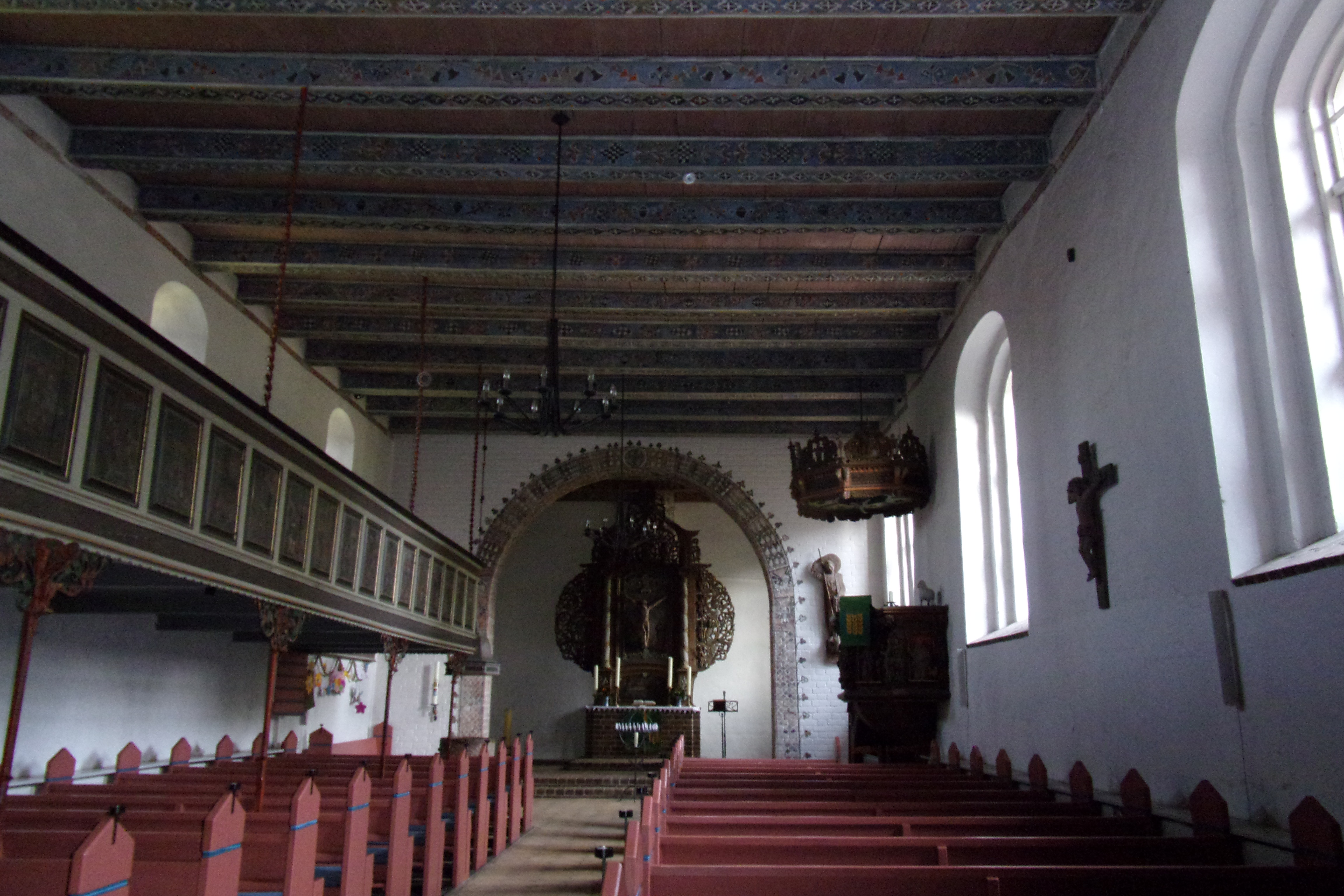
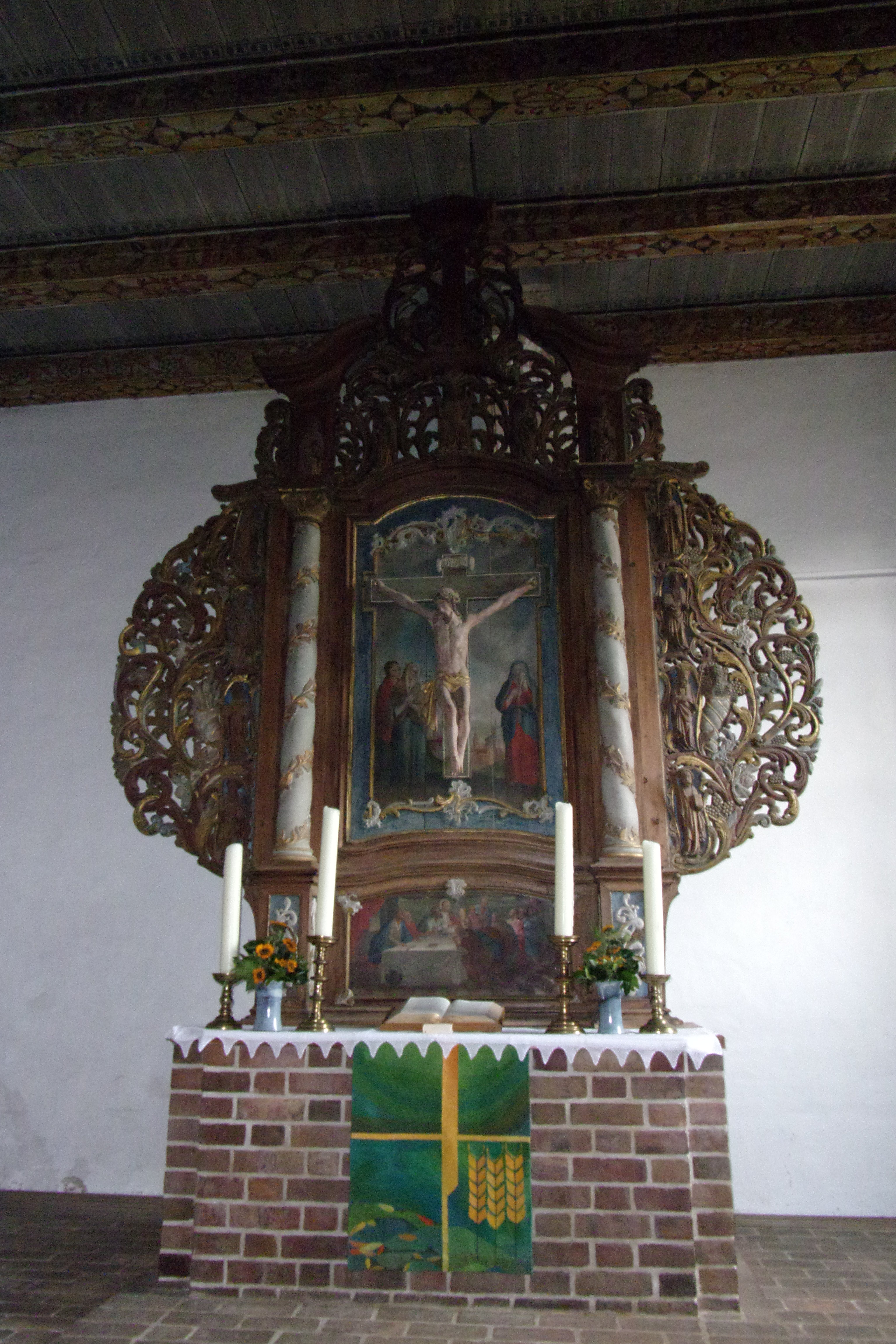
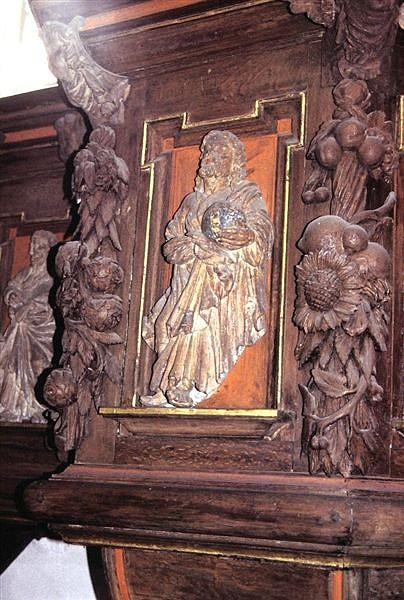
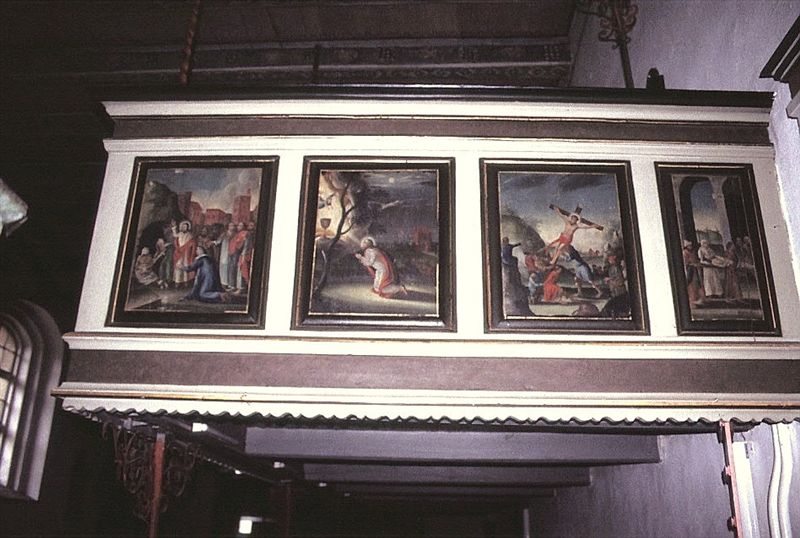
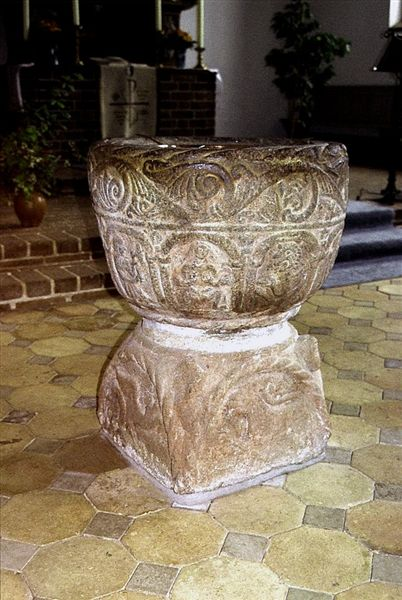
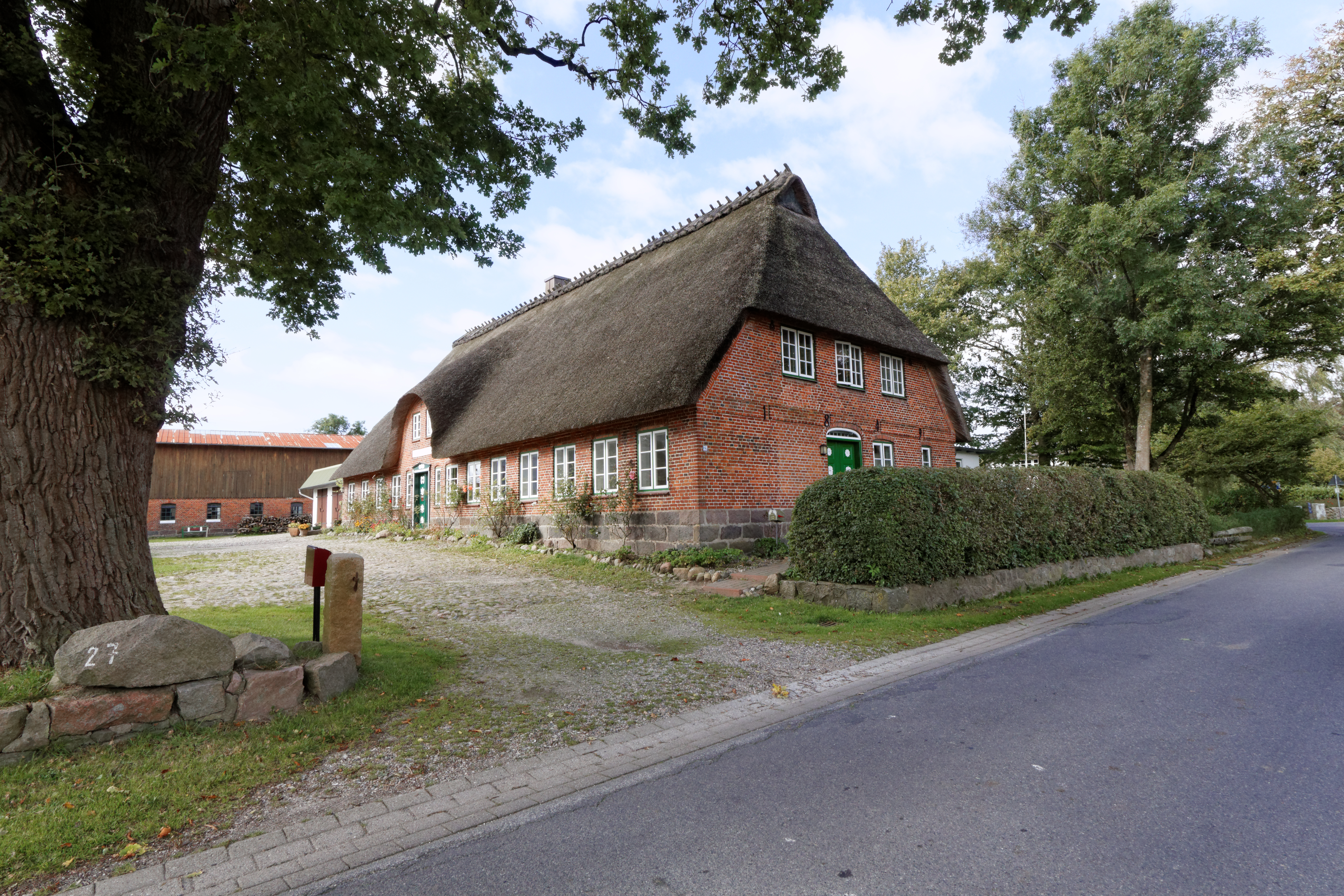
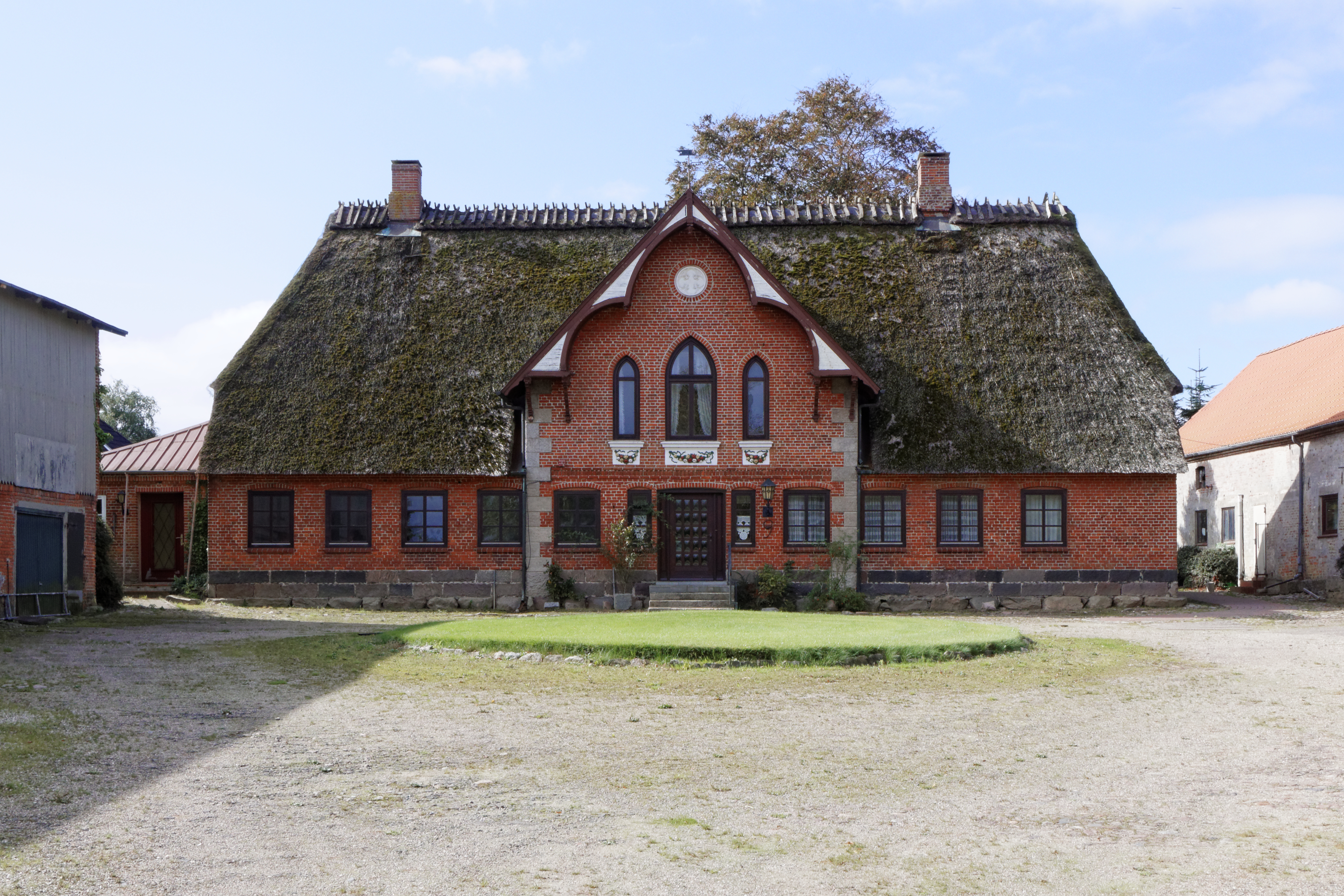
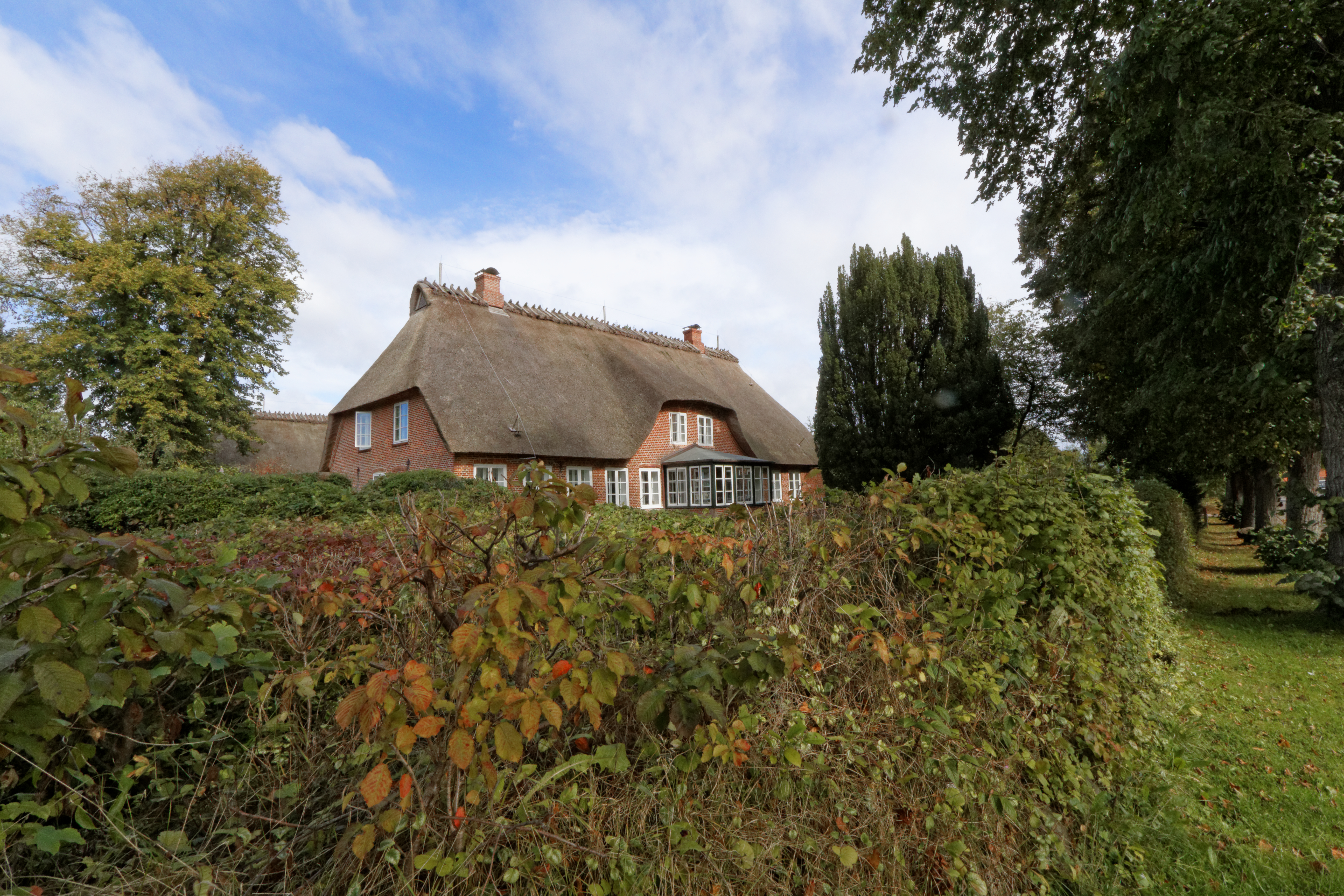

## Nevezetességek
- St. Vincent templom

## Népesség
A település népességének változása:
| Lakosok száma | 1683 | 2320 | 2353 | 2390 | 2434 | 2432 |
|               | 1975 | 2017 | 2019 | 2021 | 2022 | 2023 |